# David Grottschreiber
David Grottschreiber (* 29. April 1982 in Stade) ist ein deutscher Jazzmusiker (Posaune, Komposition, Arrangement und Bigband-Leader).

## Leben und Wirken
Grottschreiber wuchs in der Nähe von Hamburg auf und begann mit elf Jahren Posaune zu spielen. Von 2001 bis 2003 studierte er Jazzposaune an der Musikhochschule Hamburg und gehörte den Landesjugendjazzorchestern Niedersachsen und Hamburg an. Bis 2005 studierte er an der Hogeschool voor de Kunsten Rotterdam. In dieser Zeit war er Mitglied des Bundesjazzorchester unter Leitung von Peter Herbolzheimer, für das er auch Kompositionen schrieb. 2005 setzte er sein Studium (Jazzposaune und Komposition) an der Musikhochschule Luzern fort (Abschluss mit Diplom 2008).
Als Ensembleleiter und (mit Jan Schreiner und Matthias Tschopp) Mitbegründer arbeitete er mit dem Lucerne Jazz Orchestra (Don’t Walk Too Far, 2009); außerdem wirkte er mit dem Sunday Night Orchestra, Jazzwerkstatt Bern, Big Band Fette Hup Hannover, Berlin Art Orchestra und dem Metropole Orkest. Er war als Kopist für Bob Brookmeyer tätig und spielte u. a. mit Ohad Talmor, Hayden Chisholm, Nils Wogram, Claudio Puntin und Oliver Leicht.  Er komponierte u. a. eine Messe für Chor und Jazzorchester.
Grottschreiber unterrichtet am Institut für Jazz und Volksmusik der Hochschule Luzern Musiktheorie, Ensemblekurse Jazz und Jazz-Theorie.

## Preise und Auszeichnungen
2008 erhielt Grottschreiber den Luzerner Werkbeitrag; außerdem ist er Preisträger mehrerer internationaler Kompositionswettbewerbe, wie des BuJazzO Kompositionswettbewerbs 2010. 

## Diskographische Hinweise
- Claudio Puntin & Lucerne Jazz Orchestra: Berge Versetzen (Unit Records, 2010)
- Lucerne Jazz Orchestra: Still Now (Unit, 2012)